# Achille Fèvre
Achille Fèvre est un homme politique français né le 7 août 1867 à Limoges (Haute-Vienne) et décédé le 21 janvier 1940 à Limoges.

## Biographie
Peintre sur porcelaine pendant 25 ans, il est aussi militant syndical et politique à la SFIO. En 1906, il prend la direction de deux journaux socialistes et se lance en politique. En 1909, il est élu conseiller général et en 1912, il devient adjoint au maire de Limoges. Il est élu sénateur SFIO de la Haute-Vienne en 1927. Il est très présent sur les bancs du Sénat, s'occupant de commerce et d'artisanat. Il a été secrétaire du Sénat de 1935 à 1938. 

## Sources
- « Achille Fèvre », dans le Dictionnaire des parlementaires français (1889-1940), sous la direction de Jean Jolly, PUF, 1960 [détail de l’édition]